# Poa hartzii var. vivipara
Poa hartzii var. vivipara là một phân loài cỏ trong họ hòa thảo, thuộc chi poa.